# Tenbosch
Tenbosch (nid. Tenbos) – publiczny park znajdujący się w zachodniej części Ixelles.

## Historia
Został założony na działce przyległej do szosy Vleurgat (poszerzanej stopniowo przez dokupywanie kolejnych gruntów) jako arboretum przez dendrologa Jean-Louis Semeta. Park stanowi od 1982 własność Regionu Stołecznego Brukseli i jest dostępny dla ogółu od 1986.

## Charakterystyka
Tenbosch zachował charakter typowy dla parku prywatnego. Pomimo niewielkiej powierzchni (1.8 hektara), jego ukształtowanie (przykładowo, o rozmieszczeniu ławek decyduje funkcja dekoracyjności oraz nasłonecznienia, nie zaś ogólne zasady kompozycji) oraz bogactwo gatunków roślinnych stanowią o jego niepowtarzalności wśród parków brukselskich i znacznej popularności wśród mieszkańców. Park zawiera ponad 70 gatunków drzew typowych dla regionu, ale również i kilkanaście gatunków unikalnych dla terytorium Belgii.

## Gatunki rzadziej spotykane obecne w kolekcji
- howenia słodka
- surmia Fargesa (forma Ducloux'a)
- magnolia Loebnera
- lipa mongolska
- stewarcja kameliowata
- żółtodrzew
- wawrzyn kalifornijski
- kasztanowiec sinawy
- Magnolia sprengeri
- ewodia hupejska
- tetracentron chiński
- sykopsis chiński
- poliotyrsis chiński